# AF Luftëtari
El AF Luftëtari es un equipo de fútbol de Albania que juega en la Kategoria e Parë, la segunda división nacional.

## Historia
Tras la desaparición del KF Luftëtari por deudas, e Municipio de Gjirokastra en diciembre de 2020 estableció la moción de la creación de un nuevo club como sucesor del desaparecido KF Luftëtari, y a inicios de febrero de 2021 pusieron todo en regla en la Albanian Football Association para ser un equipo activo adjuntando el nombre y logo manteniendo los colores azul y negro, los mismos que tenía el desaparecido KF Luftëtari en sus 91 años de historia.

## Palmarés
- Kategoria e Tretë (1): 2021